# Медуна-ді-Лівенца
Медуна-ді-Лівенца (італ. Meduna di Livenza, вен. Meduna de Łivensa) — муніципалітет в Італії, у регіоні Венето, провінція Тревізо.
Медуна-ді-Лівенца розташована на відстані близько 440 км на північ від Рима, 50 км на північний схід від Венеції, 33 км на північний схід від Тревізо.
Населення — 2909 осіб (2014).
Щорічний фестиваль відбувається 24 червня. Покровитель — святий Іван Хреститель.

## Демографія
Населення за роками:

Станом на 1 січня 2023 року в муніципалітеті офіційно проживало 510 іноземців з 34 країн, серед них 186 громадян країн Євросоюзу та 7 громадян України.

## Сусідні муніципалітети
- Анноне-Венето
- Горго-аль-Монтікано
- Мотта-ді-Лівенца
- Пазіано-ді-Порденоне
- Правіздоміні